# 増井壮一
増井 壮一（ますい そういち、1966年 - ）は、日本の男性アニメ演出家・監督。埼玉県浦和市（現：さいたま市）出身。変名として水草 一馬を使用することもある。

## 来歴・人物
日本大学芸術学部美術学科に入学するが中退し、日本映画学校（現・日本映画大学）を卒業。グループ・タックで設定制作などを務めた後に演出家あるいは監督として活動している。
ムトウユージの指名で『映画クレヨンしんちゃん』の絵コンテを切った縁で、シンエイ動画プロデューサーの吉田有希から推薦を受け、しぎのあきらの後任として『クレヨンしんちゃん 嵐を呼ぶ黄金のスパイ大作戦』、『クレヨンしんちゃん 嵐を呼ぶ!オラと宇宙のプリンセス』の監督を務める。
『クレヨンしんちゃん』の劇場版シリーズは2005年から監督を初めとして絵コンテや演出を担当しているがテレビシリーズに参加したのは2015年放送の「シロの引越し物語だゾ」と2016年放送の「父ちゃんが起きない!?だゾ」だけである。

## 参加作品

### テレビアニメ
1994年
- 3丁目のタマ うちのタマ知りませんか?（第2期、設定制作・制作進行）

1997年
- エルフを狩るモノたちII（OPEDイラストレーション）

1998年
- 時空探偵ゲンシクン（絵コンテ）
- スーパードール★リカちゃん（1998年 - 1999年、絵コンテ・脚本）※水草一馬名義

1999年
- HUNTER×HUNTER（1999年 - 2001年、絵コンテ）
- 火魅子伝（絵コンテ）
- モンキーマジック（監督助手）

2000年
- マイアミ☆ガンズ（絵コンテ・演出）
- 妖しのセレス（絵コンテ）
- 陽だまりの樹（絵コンテ）※水草一馬名義
- 機巧奇傳ヒヲウ戦記（演出）

2001年
- グラップラー刃牙（演出）
- 地球少女アルジュナ（絵コンテ）※水草一馬名義
- 地球防衛家族（絵コンテ・演出）
- 機動天使エンジェリックレイヤー（絵コンテ）
- PROJECT ARMS（絵コンテ）
- 学園戦記ムリョウ（助監督・絵コンテ・演出）

2002年
- キャプテン翼（平成版）（絵コンテ）
- ラーゼフォン（監督補佐・絵コンテ・演出）

2003年
- ストラトス・フォー（絵コンテ）
- スクラップド・プリンセス（監督）
- GAD GUARD（絵コンテ）

2004年
- 鋼の錬金術師（絵コンテ）
- せんせいのお時間（絵コンテ）※水草一馬名義
- 忘却の旋律（絵コンテ）
- サムライチャンプルー（絵コンテ）
- BECK（2004年 - 2005年、絵コンテ）
- 舞-HiME（2004年 - 2005年、絵コンテ）※水草一馬名義

2005年
- 奥さまは魔法少女（絵コンテ）
- 舞-乙HiME（絵コンテ）※水草一馬名義

2006年
- Ergo Proxy（絵コンテ）
- ケモノヅメ（絵コンテ）
- タマ&フレンズ 探せ!魔法のプニプニストーン（構成・設定・監修）

2007年
- オーバン・スターレーサーズ（絵コンテ）
- 大江戸ロケット（絵コンテ）
- 精霊の守り人（絵コンテ・演出）

2008年
- ペルソナ 〜トリニティ・ソウル〜（絵コンテ）
- ソウルイーター（絵コンテ）
- 電脳コイル（絵コンテ）
- 薬師寺涼子の怪奇事件簿（絵コンテ）
- ミチコとハッチン（絵コンテ）

2009年
- チーズスイートホーム あたらしいおうち（絵コンテ）
- CANAAN（絵コンテ）
- ティアーズ・トゥ・ティアラ（絵コンテ）
- あにゃまる探偵 キルミンずぅ（2009年 - 2010年、監督）

2011年
- STAR DRIVER 輝きのタクト（絵コンテ）
- NO.6（絵コンテ）
- UN-GO（絵コンテ）

2012年
- エウレカセブンAO（絵コンテ）
- PSYCHO-PASS サイコパス（絵コンテ）

2013年
- 絶園のテンペスト（絵コンテ）
- マギ（絵コンテ）
- はたらく魔王さま！（絵コンテ）
- 宇宙戦艦ヤマト2199（絵コンテ）
- ガンダムビルドファイターズ（絵コンテ）

2014年
- 棺姫のチャイカ（監督）
- シドニアの騎士（ストーリーボード）

2015年
- SHOW BY ROCK!!（OP絵コンテ）
- クレヨンしんちゃん（2015年 - 2016年、絵コンテ）
- アルスラーン戦記（絵コンテ）
- Classroom☆Crisis（絵コンテ）
- ノラガミ ARAGOTO（絵コンテ）

2016年
- ブブキ・ブランキ（絵コンテ）
- SHOW BY ROCK!!#（OP絵コンテ）

2017年
- サクラクエスト（監督・絵コンテ）

2018年
- ウマ娘 プリティーダービー（絵コンテ）
- 青春ブタ野郎はバニーガール先輩の夢を見ない（監督・絵コンテ）

2019年
- PSYCHO-PASS サイコパス 3（絵コンテ）

2020年
- 天晴爛漫!（絵コンテ）

2021年
- 天地創造デザイン部（監督・絵コンテ）

2022年
- アキバ冥途戦争（監督・絵コンテ）

2024年
- ガールズバンドクライ（絵コンテ）

2025年
- 青春ブタ野郎はサンタクロースの夢を見ない（監督）

### 劇場アニメ
1997年
- 劇場版 天地無用! 真夏のイヴ（助監督）

2004年
- 劇場版ポケットモンスター アドバンスジェネレーション 裂空の訪問者 デオキシス（絵コンテ）※水草一馬名義

2005年
- 劇場版 鋼の錬金術師 シャンバラを征く者（絵コンテ）
- 劇場版ポケットモンスター アドバンスジェネレーション ミュウと波導の勇者 ルカリオ（絵コンテ）
- クレヨンしんちゃん 伝説を呼ぶブリブリ 3分ポッキリ大進撃（絵コンテ）

2006年
- クレヨンしんちゃん 伝説を呼ぶ 踊れ!アミーゴ!（絵コンテ）

2007年
- クレヨンしんちゃん 嵐を呼ぶ 歌うケツだけ爆弾!（絵コンテ）

2009年
- ヱヴァンゲリヲン新劇場版:破（絵コンテ）
- レイトン教授と永遠の歌姫（絵コンテ）

2010年
- TRIGUN Badlands Rumble（絵コンテ）

2011年
- クレヨンしんちゃん 嵐を呼ぶ黄金のスパイ大作戦（監督・絵コンテ・演出）
- UN-GO episode:0 因果論（絵コンテ）

2012年
- クレヨンしんちゃん 嵐を呼ぶ!オラと宇宙のプリンセス（監督・絵コンテ・演出）

2013年
- クレヨンしんちゃん バカうまっ!B級グルメサバイバル!!（絵コンテ）

2015年
- クレヨンしんちゃん オラの引越し物語 サボテン大襲撃（絵コンテ）

2019年
- 青春ブタ野郎はゆめみる少女の夢を見ない（監督）

2023年
- 青春ブタ野郎はおでかけシスターの夢を見ない（監督）
- 青春ブタ野郎はランドセルガールの夢を見ない（監督）

### OVA
1995年
- プリンセス・ミネルバ（制作担当）

2000年
- オトナの童話シリーズ（監督・絵コンテ・演出・「シンデレラ」キャラクターデザイン・作画監督）
  - 世にも恐ろしいグリム童話
  - 世にも恐ろしい日本昔話

2004年
- HUNTER×HUNTER G・I Final（絵コンテ）※水草一馬名義

2007年
- 舞-乙HiME Zwei（絵コンテ）※水草一馬名義

### ゲーム
2004年
- 鋼の錬金術師2 赤きエリクシルの悪魔（インサートムービー絵コンテ・演出）